# Dirty Dancing
Dirty Dancing là phim điện ảnh chính kịch lãng mạn năm 1987 do Mỹ sản xuất. Biên kịch phim là Eleanor Bergstein, đạo diễn là Emile Ardolino. Hai diễn viên chính trong phim là Patrick Swayze và Jennifer Grey.
Dù chỉ là một phim kinh phí thấp do một hãng studio trẻ là Vestron Pictures sản xuất, Dirty Dancing lại trở thành phim ăn khách khi công chiếu. Tính đến năm 2009, phim đã thu về hơn $214 triệu đô-la Mỹ toàn cầu. Ca khúc nhạc phim, "(I've Had) The Time of My Life" thắng ba giải Quả cầu vàng, Oscar (nhạc phim hay nhất) và Grammy (song ca hay nhất).